# سعیدیه، ادلب
سعیدیه (به عربی: السعیدیة) یک روستا در سوریه است که در ناحیه سلقین واقع شده‌است. سعیدیه ۱٬۰۵۰ نفر جمعیت دارد.